# قرخ بلاغ (مشكين شهر)
قرخ بلاغ هي قرية في مقاطعة مشكين شهر، إيران. عدد سكان هذه القرية هو 42 في سنة 2006.